# メタルソルジャーアイザックII
『メタルソルジャーアイザックII』（MetalSoldier Isaac II、メタルソルジャーアイザックツー）は、タイトーから1985年2月にリリースされたアーケードゲームで、ジャンルはアクションシューティングゲーム。難易度は至って高め。
この項目では発売されなかった前作についても合わせて解説する。

## ゲームのルール
8方向レバーと2つのボタン（対空用、対地用）で操作する。本作は見降ろし型の視点となっており、レバー入力した方向へ自機を移動させることができる。
自機は地上走行ロボット形態の「アイザックアーマー」と、頭部のみの飛行機形態である「アイザックファイター」の2つの形態を有する。両形態とも、対空攻撃ボタンで進行方向へ直線ショット（ウインドブラスター）を発射するのは共通である。各形態によっては空中敵の出現パターンや地上施設の攻撃の有無が変化する。
アイザックアーマー（ロボット形態）
レバー入力で移動でき、立ち止まることも可能。ただし、ファイターに比べて動きが鈍重で、地形によってはさらに速度が下がってしまう。
対地ボタンで画面端まで射出し、再び戻ってくる貫通ロケットパンチ攻撃である「シャトルパンチ」を放つ。
空中敵から攻撃を受けると画面下に表示されているダメージ値が溜まっていく。ダメージ値7でボディが赤く点滅、ダメージ値が10に達するとボディが破壊され、そこから脱出してアイザックファイターになる。地上敵からの攻撃は一撃でボディが破壊される。
アイザックファイター（飛行機形態）
止まることができないが、地形の影響を受けず移動速度が高い。
対地ボタンで、ファイター直下の施設を破壊できる対地攻撃の「マグナボンバー」を投下。
敵の攻撃を受けると残機が減り、残機が全て破壊されるとゲームオーバー。
ステージ中にある特定の施設「アーマードック」をマグナボンバーで破壊することでアイザックアーマーのボディが出現し、接触することで再びアイザックアーマー形態に戻れる。
特定の目標施設「レッド・ベース」を破壊するとステージ（フェーズ）が変化、最大フェーズは16。レッド・ベースは接近するとレーダーで方向が表示される。プレイ中は難易度に当たるレベルが徐々に上がっていき、フェーズ更新やアイザックアーマーの損壊、ミスなどで一定値分下がる。画面にはプレイ時間も表示されており、ランキングにはフェーズ、スコアと共に記載される。

## 前作
タイトルに『II』とある通り、前作『メタルソルジャーアイザック』が存在していた。『ログイン』等、一部のゲーム雑誌に紹介記事が載ったが、世に出ずにお蔵入りになっている。ただし、ゲーム中に使用される予定だった小倉久佳作のBGMが、『ダライアス』のショー展示版に流用、好評だったため、1面の曲「CAPTAIN NEO」の原曲となっている。該当するBGMは本作『II』でもタイトル画面で使用されている。
なお、ポスターなどは残されており、『タイトーメモリーズII 下巻』で閲覧できる（以前はタイトーの公式サイト内にあった「ゲームヒストリー」でも見ることが出来たが、後に公式サイトがリニューアルされた為コーナー自体が削除されている）。

## 隠しボーナス
スタート時からアイザックアーマーの状態でステージをクリアすると、1000万点が加算される。